# Corybas puberulus
Corybas puberulus é uma espécie de orquídea pertencente à subtribo Acianthinae, originária da Nova Guiné. São plantas pequenas e delicadas, anuais, de flores discretas que escondem-se em meio às folhagens, de modo que pouco são vistas na natureza. Secam durante o período mais seco ou quente e voltam a brotar durante a época de clima mais ameno, a qual varia em função do clima da região onde se encontram.
Esta espécie tem poucas raízes, substituídas por pequenos pares de tubérculos ovoides; caules curtos e eretos com uma única folha basal, herbácea, plana e macia; a inflorescência é pequena e curta com apenas uma pequena flor terminal de cor discreta, ressupinada; os segmentos florais são livres, a sépala dorsal muito maior que os outros segmentos, tombada, escondendo a maior parte da flor, as sépalas laterais e as pétalas são semelhantes porém, as últimas, menores; o labelo é muito menor que os segmentos restantes, simples, com margens recurvadas para dentro; a coluna apresenta asas fundidas ao longo do corpo, é delicada, mais espessa na base, sem pé, com antera terminal persistente contendo quatro polínias desiguais de cor creme, fixadas diretamente no viscídio. Pelo posicionamento da sépala dorsal tombada, que esconde o interior de flor, pouco se sabe sobre o mecanismo de polinização desta espécie, observação dificultada ainda por seu cultivo complicado.
Em 2002, Clements e Jones, propuseram a divisão de Corybas em diversos gêneros. Como ainda não se sabe se haverá consenso a respeito desta proposta na comunidade científica, aqui trazemos todas as espécies ainda segundo sua classificação anterior. A nova está anotada no quadro ao lado.